# Benjamin Collins Brodie

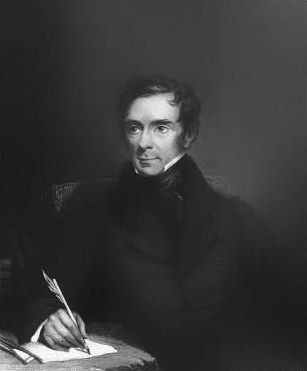
Benjamin Collins Brodie in 1839

Benjamin Collins Brodie Bt (9 juni 1783 - 21 oktober 1862) was een Brits fysioloog en chirurg. Brodie verrichtte veel pionierswerk op het gebied van aandoeningen aan botten en gewrichten.

## Biografie
Brodie werd in 1783 geboren in Winterslow in het Engelse graafschap Wiltshire als zoon van een geestelijke. In 1801 ging hij naar Londen om er geneeskunde te studeren aan de Charterhouse School. Later werd hij als leerling aangenomen door Everard Home die als chirurg werkte in het St George's Hospital. In 1808 werd Brodie benoemd tot assistent-chirurg in dat ziekenhuis en in 1810 werd hij toegelaten tot de prestigieuze Royal Society, de Britse academie van wetenschappen.
Brodie bouwde een grote en lucratieve artsenpraktijk op en publiceerde regelmatig over chirurgische onderwerpen. Zijn belangrijkste werk was Pathological and surgical observations on the diseases of the joints uit 1818. Hierin beschreef hij hoe aandoeningen ontstaan in de weefsels waaruit een gewricht bestaat en hoe pijn een goede indicatie is van dit soort ziektes. Het werk bracht andere chirurgen ertoe minder ingrijpende maatregelen te nemen (zoals amputaties) bij gewrichtsaandoeningen. Verder schreef Brodie onder meer over ziektes van de urinewegen. en over de invloed van psychologische factoren op fysieke aandoeningen.
Tijdens zijn carrière werd Brodie op verscheidene wijzen geëerd voor zijn werk. In 1811 werd hem de Copley Medal toegekend, de belangrijkste wetenschapsprijs van de Royal Society voor een publicatie over de invloed van het brein op het functioneren van het hart. In 1834 werd Brodie met een baronetschap geadeld. Hij werd benoemd tot buitenlands lid van de Kungliga Vetenskapsakademien, de Zweeds academie van wetenschappen, in 1834 en van het Institut de France in 1844. Daarnaast was hij hofarts, waarbij hij koning George IV, koning Willem IV en koningin Victoria behandelde. Van 1858 tot 1861 was Brodie voorzitter van de Royal Society. In 1858 droeg de anatoom Henry Gray zijn standaardwerk Gray's Anatomy aan Brodie op.
Brodie overleed in 1862 aan de gevolgen van botkanker. Zijn zoon Benjamin Collins Brodie jr. was een bekend Brits scheikundige.